# Rubus platysepalus
Rubus platysepalus är en rosväxtart som beskrevs av Hand.-mazz.. Rubus platysepalus ingår i släktet rubusar, och familjen rosväxter. Inga underarter finns listade i Catalogue of Life.